# Хиперфосфатемија
Хиперфосфатемија  је високи ниво фосфата у крв ном серуму.  Може бити резултат повећаног уноса фосфата, смањеног излучивања фосфата или поремећаја који помера интрацелуларни фосфат у екстрацелуларни простор. Како је морбидитет пацијената са овим стањем чешће  повезан са основном болешћу него са повећаним вредностима фосфата,  чак и тешка хиперфосфатемија је највећим делом клинички асимптоматски поремећај.

## Опште информације
Отприлике 60-70% дијеталних фосфата, 1.000 до 1.500 мг/дан, апсорбује се у танком цреву. Иако витамин Д може побољшати апсорпцију, посебно у условима осиромашења фосфата у исхрани, апсорпција фосфата у цревима не захтева присуство активног витамина Д. Конкретно, висок серумски фосфат и висок унос фосфата у исхрани не утичу значајно на унос у цревима. Кретање фосфата у и из кости, резервоара који садржи већину укупног фосфата у телу, генерално је уравнотежено. Бубрежно излучивање вишка уноса фосфата храном обезбеђује одржавање хомеостазе фосфата, одржавајући серумски фосфат на нивоу од приближно 3-4 мг/дЛ у серуму.
Хиперфосфатемија као фактор је ризика има значајну улогу у настанку калцификација срчаних валвула и коронарних артерија болесника који се лече редовним хемодијализама. Према једном истраживању спроведеном на 115 болесника који су лечени редовним хемодијализама дуже од 6 месеци хиперфосфатемију имало је 31,30% болесника, повећан производ солубилитета 36,52% болесника, а калцификацију срчаних валвула 48,70% болесника. Болесници код којих је на почетку испитивања концентрација фосфата у серуму била >2,10 ммол/Л и про извод растворљивости >5,65 ммол2/Л2 имали су висок ризик за развој општег и кардиоваскуларног морталитета.

## Клиничка слика
Иако је већина пацијената са хиперфосфатемијом асимптоматска, они повремено пријављују хипокалцемичне симптоме, као што су:
- грчеви у мишићима,

- тетанија,

- периорална утрнулост или пецкање.

- бол у костима и зглобовима,

- свраб (пруритус) и осип.

Чешће, пацијенти пријављују симптоме повезане са основним узроком хиперфосфатемије, генерално уремичне симптоме као што су:
- умор,
- кратак дах,
- анорексија,
- мучнина,
- повраћање,
- поремећаји сна.

Код акутне хиперфосфатемије, посебно оне изазване парентералном применом фосфата, пацијент може бити хипотензиван или показивати знакове хипокалцемије, као што су:
- позитиван Trousseau-ов или Chvostek-ов
- хиперрефлексија
- карпопедални грч

## Терапија
Главни циљеви терапије хиперфосфатемије су следећи:
- Дијагноза узрока: у циљу започињања специфичне терапије: на пример, код пацијенти са хиперфосфатемијом код којих се примењујњ липозомални амфотерицина Б, ако им је и даље потребна антифунгална терапија могу се пребацити на формулацију липидног комплекса амфотерицина Б, која садржи мање неорганског фосфата.[4]
- Ограничење уноса фосфата:  пацијента са хроничном бубрежном болешћу требало би да избегавају храну која има посебно висок садржај фосфата. Намирнице са високим садржајем фосфата укључују млечне производе; месо, орахе и другу храну богату протеинима. Код болести бубрега треба водити рачуна о унетим изворима фосфата током давања препорука за исхрану, пошто се апсорбује приближно 40-60% фосфата животињског порекла, у поређењу са 20-50% фосфата на бази биљака, и да су свежа и домаћа храна пожељнија од прерађене хране, која често садржи неорганске адитиве фосфата.[5]
- Ограничење апсорпције фосфата: треба спрооводити према најновијој стратегија лечења, засниваној на томе да пацијенти на  дијализи, користе тенапенор, који смањује апсорпцију гастроинтестиналног фосфата инхибицијом изоформе 3 измењивача натријум/водоника.
- Појачано излучивање фосфата путем бубрега: нпр код хиперфосфатемија услед лизе тумора, такви болесници реагује на повећање губитака мокраће путем присилне диурезе физиолошким раствором